# The Master (album)
The Master è il secondo album in studio da solista del rapper statunitense Rakim, pubblicato nel 1999.

## Tracce
| #  | Title                                          | Producer       | Length |
| -- | ---------------------------------------------- | -------------- | ------ |
| 1  | Intro                                          | Rakim          | 1:22   |
| 2  | Flow Forever                                   | DJ Clark Kent  | 4:11   |
| 3  | When I B On Tha Mic                            | DJ Premier     | 3:42   |
| 4  | Finest Ones (featuring Clark Kent)             | DJ Clark Kent  | 4:24   |
| 5  | All Night Long                                 | Punch          | 4:27   |
| 6  | State of Hip-Hop Interlude                     | Rakim          | 0:39   |
| 7  | Uplift                                         | Amen-Ra        | 3:09   |
| 8  | I Know                                         | TR Love        | 4:07   |
| 9  | It's the R                                     | DJ Clark Kent  | 4:15   |
| 10 | I'll Be There (featuring Nneka Morton)         | Naughty Shorts | 5:10   |
| 11 | It's a Must (featuring Rahzel)                 | Jaz-O          | 4:24   |
| 12 | Real Shit                                      | Amen-Ra        | 4:21   |
| 13 | How I Get Down                                 | The 45 King    | 4:05   |
| 14 | L.I. Interlude                                 | Rakim          | 0:53   |
| 15 | Strong Island                                  | Rakim          | 4:34   |
| 16 | Waiting for the World to End                   | DJ Premier     | 4:05   |
| 17 | We'll Never Stop (featuring Connie McKendrick) | Nick Wiz       | 4:19   |